# Matanzas (stad)
Matanzas is een gemeente en havenstad in de gelijknamige provincie in het noorden van Cuba, ongeveer 60 km ten oosten van Havana. Matanzas heeft 157.000 inwoners (2015).
De stad ligt aan de Baai van Matanzas, een zeearm van de Golf van Mexico. Hier vond in 1628 de slag in de Baai van Matanzas plaats, waarbij Piet Hein de Zilvervloot veroverde.
Een beeld van Piet Heyn van de hand van de Rotterdamse beeldhouwer Willem Verbon kijkt uit over de baai.

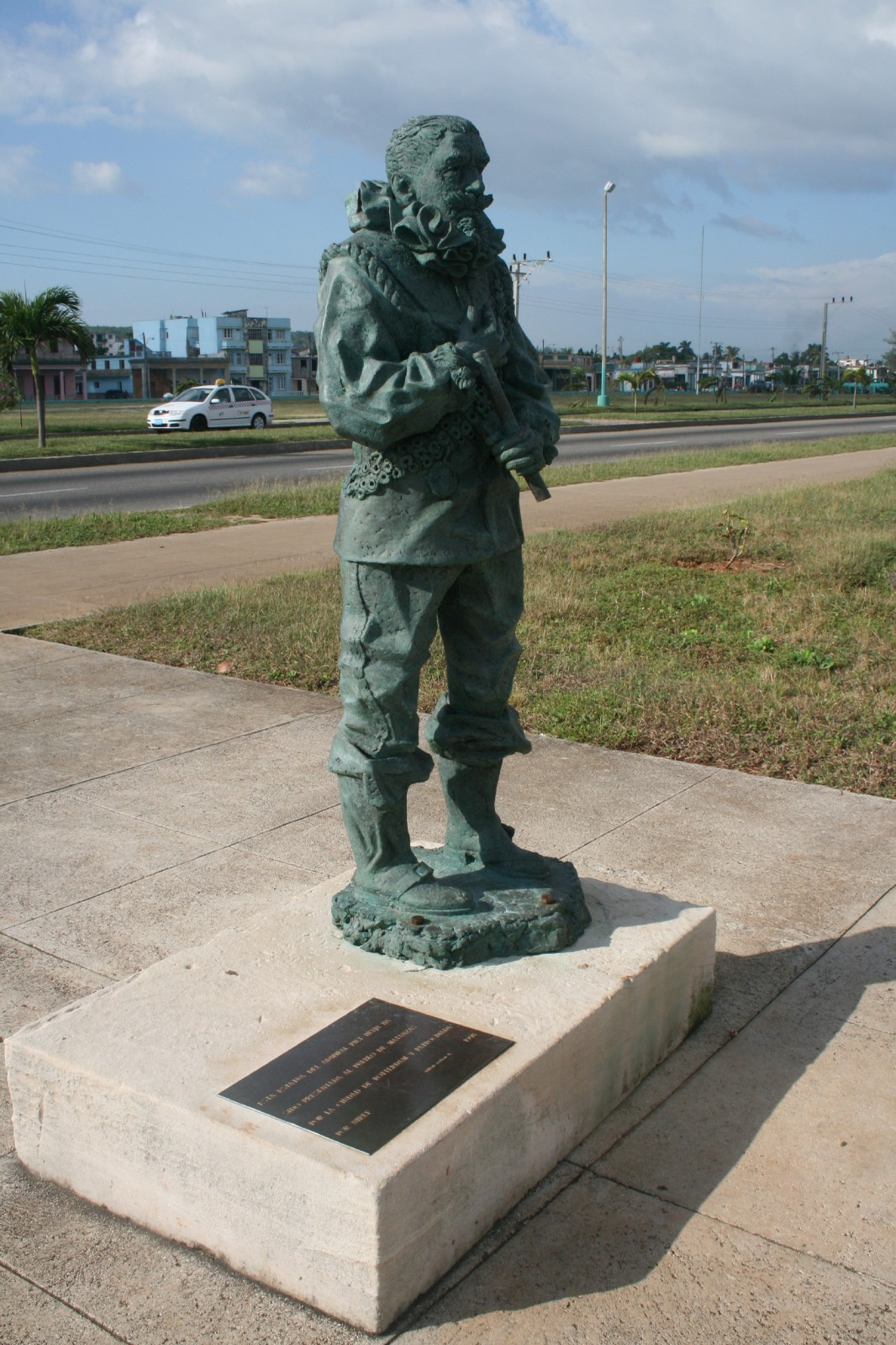
Het standbeeld van Piet Hein in Matanzas

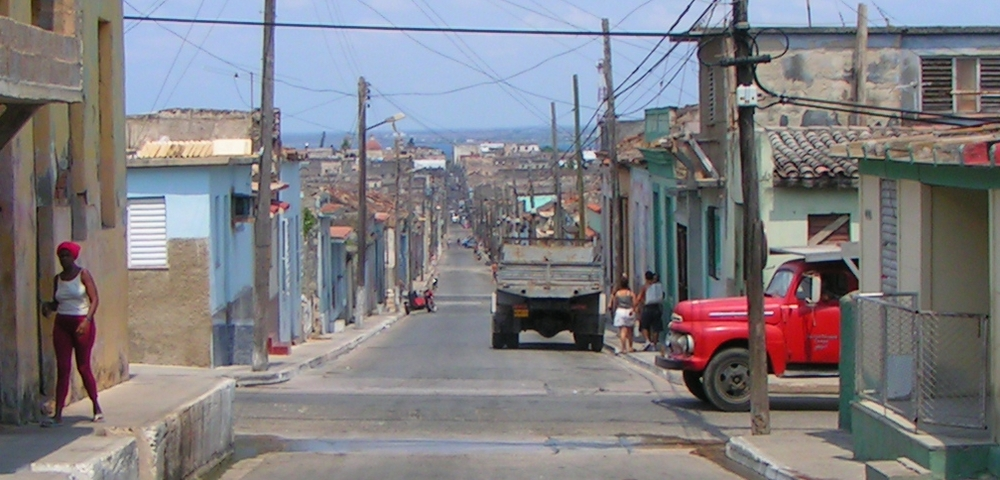
Een straat loopt schuin af naar de baai.

## Stedenbanden
- Nizjni Novgorod (Rusland), sinds 2004

## Geboren in Matanzas
- J.R. Ramirez (1980), Amerikaans acteur